# Twardawa (gmina w rejencji opolskiej)
Twardawa (niem. Amtsbezirk Twardawa) – zbiorowa gmina wiejska (Amtsbezirk) w powiecie prudnickim, rejencji opolskiej. Funkcjonowała w latach 1874–1945 w Rzeszy Niemieckiej. Siedzibą gminy była Twardawa.
Gminę Twardawa utworzono 1 maja 1874 na obszarze powiatu prudnickiego. Powstała z obszaru gromad Twardawa i Dobieszowice (Dobersdorf) oraz dwóch majątków ziemskich. Pierwszym administratorem okręgu został Carl Pulst zamieszkały w Twardawie.
22 czerwca 1936 nazistowska administracja III Rzeszy wprowadziła nową nazwę gminy – Amtsbezirk Hartenau.
Jednostka przetrwała do 1945 roku. Po II wojnie światowej została zniesiona. Władze polskie nie odtworzyły gminy w reaktywowanym powiecie prudnickim.